# Aviación del Ejército Argentino
La Aviación del Ejército (Av Ej) es una tropa técnica de aviación del Ejército Argentino. Se desempeña en operaciones/misiones de combate, apoyo de combate, apoyo de fuego, logística y apoyo a la comunidad.

## Historia
Con antecedentes durante la guerra de la Triple Alianza, el Ejército Argentino comenzó a contar con aviación orgánica a partir del 10 de agosto de 1912, con la creación de la Escuela Militar de Aviación Militar instalada en el aeródromo de El Palomar, provincia de Buenos Aires.
Desde entonces gracias a la participación colaborativa del Aero Club Argentino experimentó un crecimiento constante en el campo de la conducción militar, la industria aeronáutica, el desarrollo y sólido afianzamiento de la Aviación Civil en el territorio nacional.
En 1935 fue llevada dentro del Ejército al estatus de quinta Arma junto a la infantería, caballería, artillería e ingenieros.
En 1944 comenzó un nuevo proceso de transformación e independización que se coronó el 4 de enero de 1945 con la Aeronáutica Militar (actual Fuerza Aérea). 
Con este contexto el ejército continuó operando aeronaves orgánicas hasta fines de los años ‘50. Desde entonces la Aviación de Ejército continuó incrementando sus capacidades desde la creación de la Fuerza Aérea Argentina en 1945 que absorbió su personal, material e instalaciones. 
Así, en 1956 nació el Comando de Aviación de Ejército.
La Aviación de Ejército tuvo su bautismo de fuego en la Operación Independencia en el año 1975. Participó en la guerra de las Malvinas de 1982. Participó en la recuperación del cuartel de La Tablada en el año 1989.

### Posguerra
Tras la guerra la Aviación de Ejército recuperó capacidad para tareas más pacíficas como la búsqueda y rescate y ayuda humanitaria. Aunque puede cooperar con la infantería con sus helicópteros. Adquirió tres AS 332B Super Puma en 1986.
El Comando de Aviación de Ejército (CAE) fue renombrado en 2011 como Dirección de Aviación de Ejército. En 2019 regresó al nombre anterior.
Despliega sus aeronaves en desfiles aéreos en conmemoración del Día del Ejército y el Día de la Aviación de Ejército.
El Comando de Aviación de Ejército participó en las actividades de adiestramiento operacional del Operativo Integración Norte.

## Unidades

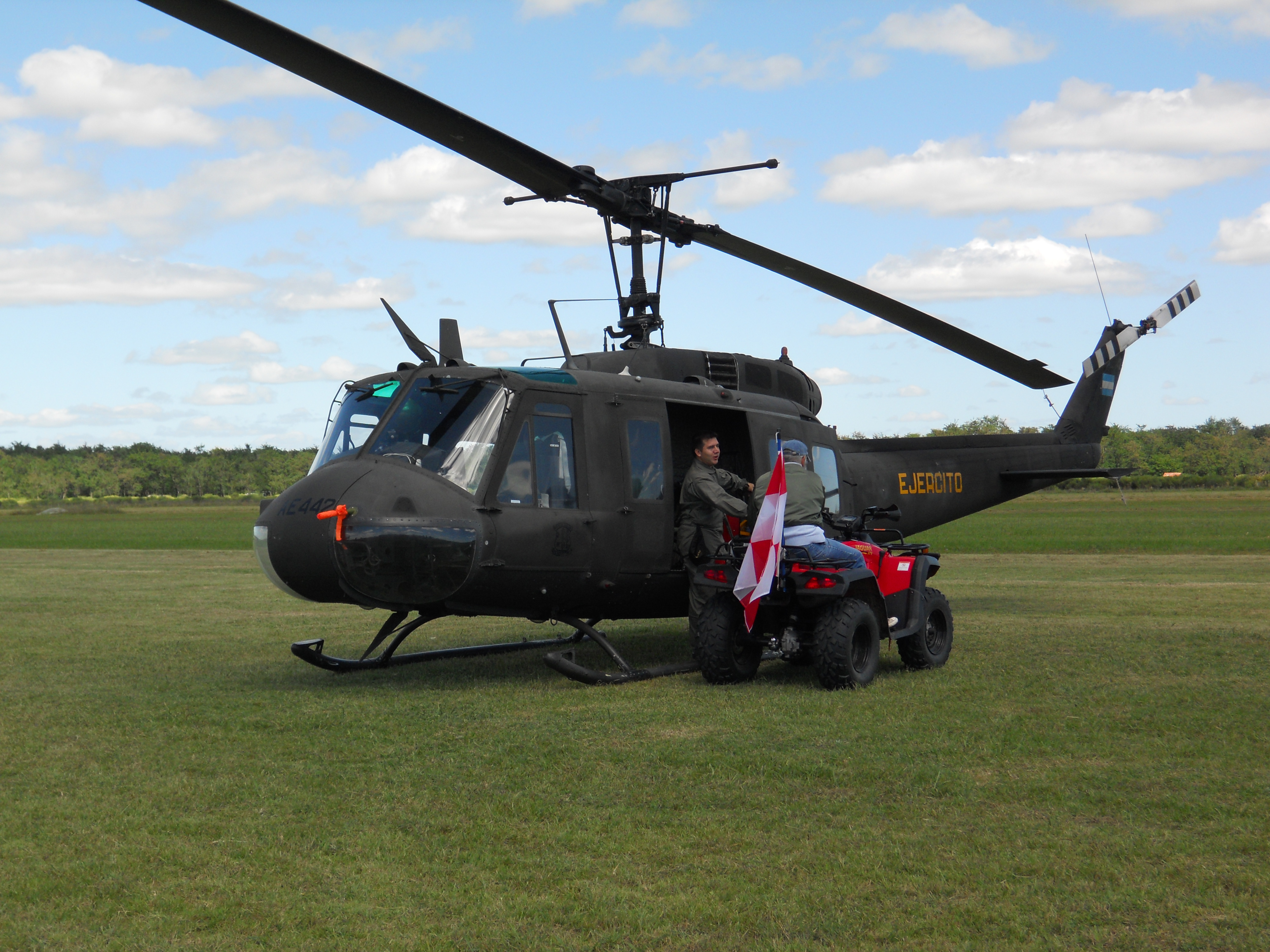
Bell UH-1H.

El Comando de Aviación de Ejército (CAE) bajo dependencia del Comando de Adiestramiento y Alistamiento del Ejército comprende orgánicamente a una agrupación con sede en Campo de Mayo (asiste a la Fuerza de Despliegue Rápido) y 9 secciones en el interior del país (7 de helicópteros). Las secciones que existían en Paraná y en Curuzú Cuatiá fueron desactivadas.
- Agrupación de Aviación de Ejército 601 (Agrup. de Av. de Ej. 601): tiene sede en Campo de Mayo. Bajo su dependencia están:
  - Batallón de Helicópteros de Asalto 601 (B Helic Asal 601): creado en 1986. Misión: transporte y asalto aéreo. Su lema es «Non sufficit orbis»
  - Batallón de Abastecimiento y Mantenimiento de Aeronaves 601 «Brigadier General Antonio Parodi»[15] (B Ab Mant Aeron 601): creado en 1959. Su función es el mantenimiento de aeronaves. Su lema es «Sicut in cælo et in terra»
  - Batallón de Aviación de Apoyo de Combate 601 (B Av Apy Comb 601): creado en 2013 por la fusión del Escuadrón de Aviación de Apoyo de Inteligencia 601 (Esc Av Apy Icia 601) y el Escuadrón de Aviación de Apoyo General 603 (B Av A G 603).[2]
  - Escuadrón de Aviación de Exploración y Ataque 602 (Esc Av Expl Atq 602)
  - Escuadrón de Aviación de Apoyo 604 (Esc Av Apy 604)
- Sección de Aviación de Ejército de Despliegue Ràpido (Sec AE DR) (ex Sec Av Ej 141): depende funcionalmente del comando de la División Ejército 2 y tiene sede en el aeropuerto Internacional Ingeniero Aeronáutico Ambrosio Taravella de Córdoba
- Sección de Aviación de Ejército 181 (Sec Av Ej 181): depende funcionalmente del comando de la División Ejército 3 y tiene sede en el aeropuerto Comandante Espora de Bahía Blanca
- Sección de Aviación de Ejército 3 (Sec Av Ej 3): disuelta en 2005 y restablecida en 2013, en 2015 se fusionó con la Sec Av Ej 121 que estuvo en Rosario hasta 2009 y luego en Curuzú Cuatiá. Depende de la III Brigada de Monte y tiene sede en el aeropuerto Internacional de Resistencia
- Sección de Aviación de Ejército de Montaña 5 (Sec Av Ej M 5): depende funcionalmente de la V Brigada de Montaña y tiene sede en el aeropuerto Internacional de Salta Martín Miguel de Güemes de Salta
- Sección de Aviación de Ejército de Montaña 6 (Sec Av Ej M 6):[16][17][18] creada en 1986, depende funcionalmente de la VI Brigada de Montaña y tiene sede en el aeropuerto Internacional Presidente Perón de Neuquén
- Sección de Aviación de Ejército de Montaña 8 (Sec Av Ej M 8): creada en 1991, depende funcionalmente de la VIII Brigada de Montaña y tiene sede en el aeropuerto Internacional Gobernador Francisco Gabrielli de Mendoza
- Sección de Aviación de Ejército 9 «Águilas Patagónicas» (Sec Av Ej 9): creada en 1985, depende funcionalmente de la IX Brigada Mecanizada y tiene sede en el aeropuerto Internacional General Enrique Mosconi de Comodoro Rivadavia
- Sección de Aviación de Ejército 11 (Sec Av Ej 11): creada en 1984, depende funcionalmente de la XI Brigada Mecanizada y tiene sede en el aeropuerto Internacional Piloto Civil Norberto Fernández de Río Gallegos
- Sección de Aviación de Ejército de Monte 12 «Águilas del Monte» (Sec AE Mte 12): depende funcionalmente de la XII Brigada de Monte y tiene sede en el aeropuerto Internacional de Posadas Libertador General José de San Martín de Posadas
- Escuadrón Reserva Aviación de Ejército (Esc Res AE): Con asiento en Campo de Mayo, fue creada en el 2017 originalmente como Sección Reserva Aviación de Ejército, siendo elevada a magnitud Compañía en el 2021 y cambiada su denominación a Escuadrón en 2023. Integra el Sistema de Reservas del Ejército Argentino y depende orgánicamente del Comando de Aviación de Ejército.

Bajo otras dependencias se hallan:
- Escuela de Aviación del Ejército «Cnl. Ing. Antonio Arenales Uriburu» (Ec Av Ej): creada en 1989. Su función es instrucción. Su lema es «Semper ad astra». Depende de la Dirección General de Educación desde 2019 y tiene sede en Campo de Mayo.

## Condecoraciones
- Medalla de Campaña[5]
- Condecoración del Gobierno de la Provincia de Santa Fe
- Al Batallón de Aviación de Combate 601
- A la Compañía de Abastecimiento y Mantenimiento de Aeronaves 601

### Guerra de las Malvinas
- Diez militares recibieron la Medalla al Valor en Combate.[5]
- Tres militares recibieron la Medalla al Muerto en Combate.
- Dos militares recibieron la Medalla al Esfuerzo y la Abnegación.